# Myiophthiria
Myiophthiria is een vliegengeslacht uit de familie van de luisvliegen (Hippoboscidae).

## Soorten
- M. fimbriata (Waterhouse, 1887)